# Macedonia del Nord ai Giochi olimpici
La Macedonia del Nord ha partecipato per la prima volta ai Giochi olimpici nel 1996, e da allora è stata presente a ogni edizione sia estiva sia invernale. I suoi atleti gareggiavano sotto il nome di "Ex Repubblica Jugoslava di Macedonia" a causa di una disputa con la Grecia sul nome dello Stato, risolta nel 2019 con l'adozione dell'attuale nome.
Il Comitato Olimpico della Macedonia del Nord (in macedone Олимписки комитет на Северна Македонија?) è stato fondato nel 1992 e riconosciuto dal CIO l'anno successivo.

## Medagliere storico

### Medaglie alle Olimpiadi estive
| Giochi       | Oro | Argento | Bronzo | Totale |
| ------------ | --- | ------- | ------ | ------ |
| 1996 Atlanta | 0   | 0       | 0      | 0      |
| 2000 Sydney  | 0   | 0       | 1      | 1      |
| 2004 Atene   | 0   | 0       | 0      | 0      |
| 2008 Pechino | 0   | 0       | 0      | 0      |
| 2012 Londra  | 0   | 0       | 0      | 0      |
| 2016 Rio     | 0   | 0       | 0      | 0      |
| 2020 Tokyo   | 0   | 1       | 0      | 1      |
| 2024 Parigi  | 0   | 0       | 0      | 0      |
| Totale       | 0   | 1       | 1      | 2      |

### Giochi invernali
| Giochi              | Oro | Argento | Bronzo | Totale |
| ------------------- | --- | ------- | ------ | ------ |
| 1998 Nagano         | 0   | 0       | 0      | 0      |
| 2002 Salt Lake City | 0   | 0       | 0      | 0      |
| 2006 Torino         | 0   | 0       | 0      | 0      |
| 2010 Vancouver      | 0   | 0       | 0      | 0      |
| 2014 Sochi          | 0   | 0       | 0      | 0      |
| 2018 Pyeongchang    | 0   | 0       | 0      | 0      |
| 2022 Pechino        | 0   | 0       | 0      | 0      |
| Totale              | 0   | 0       | 0      | 0      |

## Medagliere per sport
| Sport     | Oro | Argento | Bronzo | Totale |
| --------- | --- | ------- | ------ | ------ |
| Lotta     | 0   | 0       | 1      | 1      |
| Taekwondo | 0   | 1       | 0      | 1      |

### Medagliati
| Medaglia | Atleta            | Edizione    | Sport     | Evento      |
| -------- | ----------------- | ----------- | --------- | ----------- |
| Argento  | Dejan Georgievski | Tokyo 2020  | Taekwondo | Oltre 80 kg |
| Bronzo   | Mogamed Ibragimov | Sydney 2000 | Lotta     | 85 kg       |